# Calliopsis subalpina
Calliopsis subalpina là một loài Hymenoptera trong họ Andrenidae. Loài này được Cockerell mô tả khoa học năm 1894.